# Dunja Zupančič
Dunja Zupančič, slovenska vizualna umetnica, * 1963, Ljubljana.
Dunja Zupančič je diplomirala leta 1987 na ljubljanski Akademiji za likovno umetnost iz Eisensteinove :: Montaže-ekstaze in ruske avantgarde. V osemdesetih letih 20. stoletja je s postopkom montaže abstraktnih tekstur in gradnje kompozitov proizvajala slike monumentalnih formatov. V devedesetih letih je z inženiringom pneumatskih in hidravličnih elementov gradila mehatronične abstrakte (mehanika - elektronika) in umetniške satelite - umbote. 15. decembra 1999 je vizualizirala in materializirala »Biomehaniko Noordung«, prvo celovito gledališko predstavo odigrano v pogojih breztežnosti (G=0). V prvem desetletju tretjega tisočletja je začela mehatronske abstrakte funkcionalizirati.

## Nagrade in priznanja
Leta 2020 je skupaj z Draganom Živadinovom prejela Župančičevo nagrado.